# Rolf Legler
Rolf Legler (* 27. Mai 1945 in Rückersdorf, Tschechoslowakei) ist ein deutscher Maler, Zeichner, Grafiker, Fotograf, Kunst- und Kulturhistoriker und Schriftsteller.
Seine Themenfelder umfassen die mittelalterliche Architektur des Mittelmeerraumes, sowie die Stadtbaukunst, Wehrarchitektur und Klosterbaukunst des Mittelalters und Malerei von 1800 bis in die Gegenwart.
Legler studierte von 1967 bis 1969 Malerei und Grafik in Nürnberg und ab 1969 in München. 1971 und 1973 legte er das erste und zweite Staatsexamen für Kunsterziehung am Gymnasium ab. Im Anschluss studierte er Geschichte, Soziologie und Kunstgeschichte an der Universität München; 1984 schloss er diese Studien mit seiner Promotion ab.
Legler gilt als Experte für mittelalterliche Klosterbaukunst, insbesondere zum Thema Kreuzgang. Des Weiteren ist er als Autor zahlreicher Kunstreiseführer zu Italien, Frankreich und Spanien, sowie als Fotograf bekannt. Seine Malereien und Zeichnungen wurden vielfach ausgestellt. Er lebt in München.

## Werke (Auswahl)
- Kunstreiseführer:
  - Südwest-Frankreich, DuMont 1978
  - Languedoc, Roussillon, DuMont 1981
  - Côte d’Azur, DuMont 1982
  - Die italienische Riviera, DuMont 1985
  - Apulien, DuMont 1987
  - Der Golf von Neapel, DuMont 1990
  - Andalusien, DuMont 1992
- Länderkunde und Kulturgeschichte
  - Sternenstraße und Pilgerweg, Der Jakobs-Kult von Santiago de Compostela. Wahrheit und Fälschung, Gustav Lübbe Verlag 1999, ISBN 978-3-404-64175-8
  - Andalusien: Kunst und Kultur, Belser 2000, ISBN 978-3-85492-656-6
  - Das Geheimnis von Castel del Monte: Kunst und Politik im Spiegel einer staufischen Burg. 10 Jahre Weltkulturerbe, Kunst- und Textwerk Verlag 2007, ISBN 978-3-937000-06-0
  - Apulien: eine italienische Kunstlandschaft, Hirmer, 2009
- Werke zur Klosterarchitektur:
  - Der Kreuzgang: Ein Bautypus des Mittelalters, Peter-Lang-Verlag, 1989
  - Kreuzgänge: Orte der Meditation, DuMont, 1996
  - Tempel des Wassers: Brunnen und Brunnenhäuser in den Klöstern Europas, Belser, 2005
  - Mittelalterliche Kreuzgänge in Europa, Imhof, 2007
- Künstlermonografien
  - Studien zu Reinhard Fritz, Willy Holderied, Hans Kastler, Klaus Ringwald und Helmut Vakily.